# Daniel Rialet
Daniel Rialet, né le 1er février 1960 à Malestroit, (Morbihan), et mort le 11 avril 2006 à 14e arrondissement de Paris, est un acteur français.

## Biographie
Principalement acteur de télévision, c'est cependant au cinéma qu'il débute, en 1986, dans Le Grand Chemin de Jean-Loup Hubert, alors qu'il est élève au Conservatoire national supérieur d'art dramatique à Paris.  Après le théâtre et deux autres films, il participe en 1989 au tournage du premier épisode de la série Navarro, sur TF1, où il incarne Joseph Blomet. Cette série lui apporte une certaine notoriété et lui permet de faire la rencontre, en plus de Roger Hanin, de celui qui deviendra un ami fidèle et son inséparable partenaire : Christian Rauth.
C'est, de fait, avec Christian Rauth qu'il crée, en 1999, la série Les Monos, sur France 2, où il joue le rôle de J.P., un éducateur, jusqu'en 2001. C'est toujours avec ce même compagnon de route qu'il devient ensuite le héros de la série Père et Maire pour TF1. Il y tient le rôle du père Erwan Vernoux, personnage en constante dispute avec son ami d'enfance, le maire Hugo Boski, interprété par Christian Rauth.
Si son rôle du Père Erwan l'a rendu moins présent dans Navarro, Daniel Rialet n'en demeure pas moins fidèle à la série policière jusqu'à sa mort, en 2006. La série Père et Maire était aussi en cours.
À côté de ces rôles récurrents, il apparaît dans des mini-séries tels qu'Une femme en blanc, Les Allumettes suédoises ou bien encore dans la série Mademoiselle Joubert.
Il succombe, à Paris, à une crise cardiaque le 11 avril 2006 à l'âge de 46 ans. Ses obsèques ont eu lieu le 19 avril 2006 à l'Église Notre-Dame-de-Grâce-de-Passy dans le 16e arrondissement de Paris. Il est inhumé au cimetière de Malestroit, sa ville natale, dans le Morbihan.
Pour lui rendre hommage, sa famille a insisté pour que la série Père et Maire continue. Ainsi, son personnage du Père Erwan meurt dans un accident de voiture dans la série. Son successeur est le Père Nicolas Janvier (joué par Sébastien Knafo), un jeune banlieusard devenu prêtre et qui va devenir le nouveau compère du maire.

### Vie privée
Il a deux enfants, Pauline (née en 1996) et Vincent (né en 2000), avec l'actrice Carole Richert qu'il a rencontrée en juin 1987 au Conservatoire de Paris et qu'il a épousée le 18 juin 2003 à la mairie du 10e arrondissement de Paris.

## Filmographie

### Cinéma
- 1986 : Zone rouge de Robert Enrico
- 1987 : Le Grand Chemin de Jean-Loup Hubert : Simon
- 1988 : Fréquence meurtre d'Élisabeth Rappeneau : Fred Bastin
- 1989 : Baxter de Jérôme Boivin : Jean
- 1991 : Cherokee de Pascal Ortega  : Fred
- 1992 : Omnibus (court métrage) de Sam Karmann
- 1995 : Bonimenteurs de Emmanuel Descombes - court métrage -
- 2001 : Requiem(s) (court métrage) de Stéphan Guérin-Tillié : l'homme qui creuse

### Télévision

#### Séries télévisées
- 1989 : David Lansky
- 1989-2006 : Navarro : Inspecteur Joseph Blomet
- 1999-2001 retour en 2003 : Les Monos : Jean-Pierre (dit JP)
- 2002-2006 : Père et Maire : Père Erwan Vernoux
- 2005 : Mademoiselle Joubert, épisode Le nouveau : Inspecteur Lacombe

#### Mini-séries
- 2002 : La Maison des enfants d'Aline Issermann : Régis
- 1997 : Une femme en blanc d'Aline Issermann : Régis
- 1997 : La Belle Vie de Gérard Marx : Lucien
- 1996 : Les Allumettes suédoises de Jacques Ertaud : Jean

#### Téléfilms
- 2003 : L'Aubaine d'Aline Issermann : Dominique
- 1993 : Pepita de Dominique Baron : Bobo
- 1991 : Appelez-moi Tonton de Dominique Baron, d'après un scénario de Jean L'Hôte : Louis

## Théâtre
- 1988 : La Traversée de l'empire de Fernando Arrabal, mise en scène de l'auteur, Théâtre national de la Colline
- 1988 : Tête d'or de Paul Claudel, mise en scène Aurélien Recoing, Théâtre national de l'Odéon

## Postérité
Le 3 juin 2007, la commune de Malestroit, dans le Morbihan, a inauguré une rue portant le nom de Daniel Rialet,.